# Antonín Gavlas (sochař)
Antonín Gavlas (* 27. dubna 1953 Nový Jičín) je český malíř, keramik a sochař.

## Životopis
Studoval na Filozofické, Přírodovědecké a Pedagogické fakultě Masarykovy univerzity v Brně (obor výtvarná výchova a matematika). Jeho učiteli byli také J. Hadlač, Vladimír Drápal a L. Ochrymčuk. Od roku 1980 se věnuje volné tvorbě a pedagogické činnosti v oborech malby, smaltu, keramiky, fotografie a sochařství. Zvláštní pozornost věnuje enkaustice. Od roku 2005 je organizátorem Mezinárodního sochařského sympozia v Plesné. Je aktivně činný v mnoha společenských a profesních organizacích a je filantropem. Žije v Plesné v okrese Ostrava-město.

## Galerie

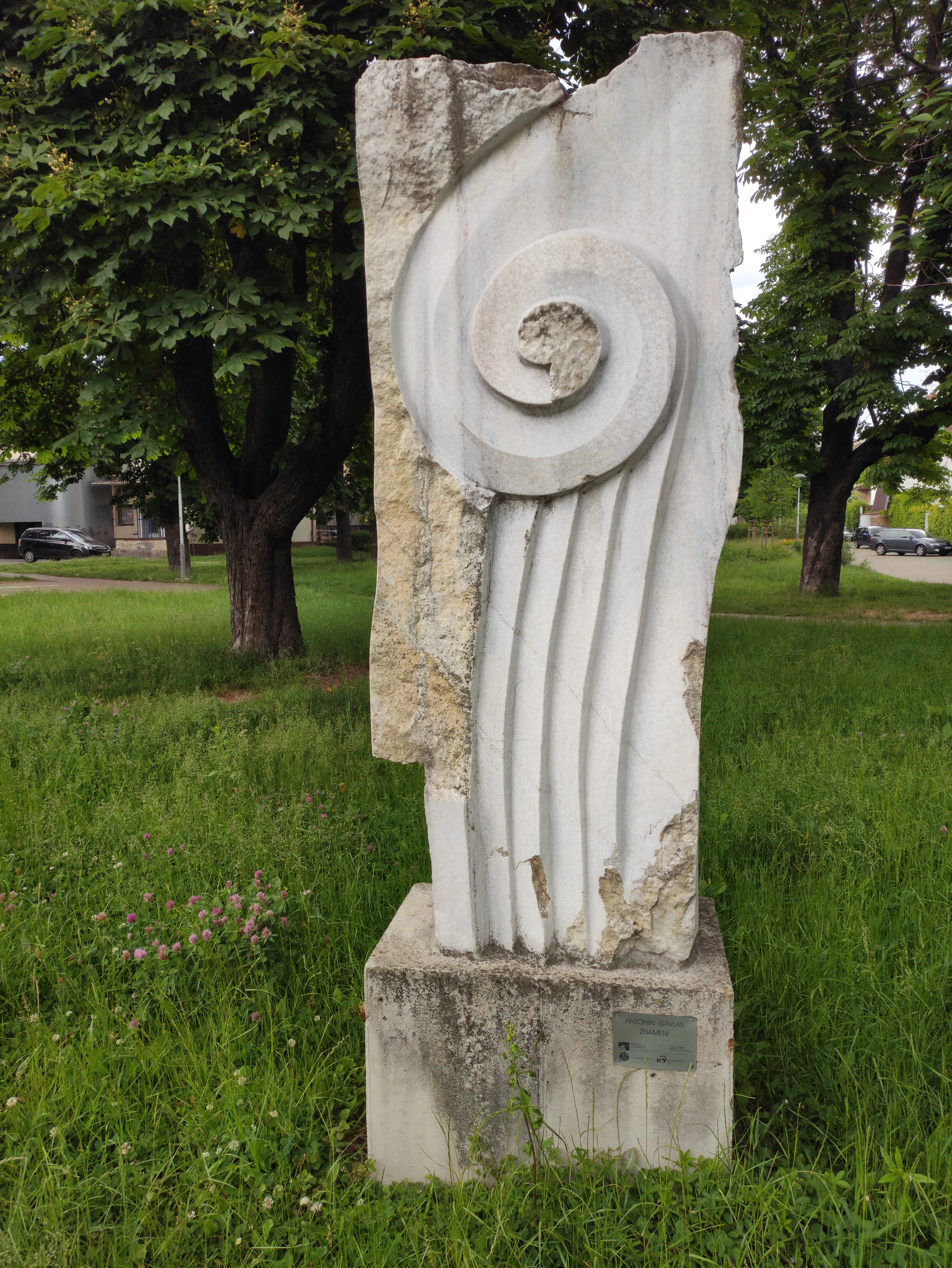
Znamení, Ostrava, 2012